# Wilhelm von Humboldt
Wilhelm von Humboldt, nemški jezikoslovec, * 22. junij 1767, Potsdam, † 8. april 1835, Tegel.
Friedrich Wilhelm Christian Karl Ferdinand Freiherr von Humboldt, jezikoslovec, prevajalec, filozof, vladni funkcionar, diplomat in šolski reformator, spada med najvplivnejše osebnosti v nemški kulturni zgodovini, zlasti kot ustanovitelj Humboldtove univerze v Berlinu in pruskega izobraževalega sistema, ki je bil kasneje uporabljen kot model za izobraževalne sisteme v drugih državah.

## Otroštvo in družina
Wilhelm von Humboldt in njegov mlajši brat Alexander von Humboldt sta odraščala v bogati berlinski družini. Oče je bil oficir pruske vojske, mati pa bogata plemkinja. Po očetovi zgodnji smrti je mati najela najboljše domače učitelje. Wilhelm je že pri trinajstih letih govoril tekoče grščino, latinščino in francoščino ter bil seznanjen s ključnimi avtorji literature. Mati si je sicer želela, da bi se sinova odločila za kak ugleden državniški poklic, a je umrla leta 1796.  Mlajšega Alexandra so ves čas navduševala popotovanja v oddaljene kraje, zato je kmalu sklenil, da bo tudi sam odšel na tako ekspedicijo, Wilhelm pa se je usmeril bolj v jezikoslovno delo.

## Filozof
Njegovo filozofsko delovanje je vidno v  opombah dela z naslovom V okviru ukrepov države, čeprav je bilo objavljeno šele po Humboldtovi smrti. To delo je bilo eno izmed najbolj drznih obramb svoboščin razsvetljenstva in je vplivalo  na esej Johna Stuarta Milla – O svobodi. Humboldt je opisal razvoj liberalizma. Njegovo filozofsko udejstvovanje obsega tudi dve publikaciji z istoimenskim naslovom Ideas for an endeavour to define the limits of state action, ki sta bili dokončani leta 1792. Publikacija, v kateri se je ukvarjal predvsem  z izobraževanjem, je bila objavljena decembra 1792 v izdaji Berlinische Monatsschrift pod naslovom Javno izobraževanje. S to objavo je Humboldt sodeloval v razpravi o filozofskih smereh nacionalnega izobraževanja.

## Minister za šolstvo
Kot pruski minister za šolstvo je Humboldt nadziral sistem tehniške univerze in gimnazije. Humboldtovi načrti za reformo pruskega šolskega sistema so bili objavljeni šele po njegovi smrti.

## Diplomat
Kot uspešen diplomat med letoma 1802 in 1819 je bil Humboldt pooblaščeni pruski minister v Rimu (1802), kot veleposlanik pa je deloval na Dunaju (1812) med zaključnimi boji Napoleonskih vojn. Na  kongresu v Pragi (1813) je bil ena izmed ključnih oseb, da se je Avstrija povezala s Prusijo in Rusijo v boju proti Franciji. Bil je podpisnik mirovne pogodbe v Parizu in pogodbe med Prusijo in poraženo Saško (1815). S kanclerjem Karl August von Hardenbergom je na Dunajskem kongresu 1814-15 zastopal Prusijo. Sodeloval je na kongresu v Aachnu leta 1818. Vse bolj nazadnjaška politika pruske takratne vlade mu je želela odreči politično življenje, zato se je leta 1819 posvetil izključno samo še literaturi in študiju.

## Jezikoslovec
Bil je uspešen jezikoslovec. Študiral je tudi baskovski jezik. Prevajal je Pindarja in Ajshila v nemščino. Na njegovo primerjalno jezikoslovno raziskovanje je zelo vplivalo poznanstvo s Franzem Boppom. Leta 1920 je Humboldt v berlinski akedemiji znanosti predstavil razpravo O primerjalnem preučevanju jezikov z ozirom na različna obdobja jezikovnega razvoja. Leta 1936 je izšel Humboldtov uvod v delo o jeziku kavi z naslovom O različnosti človeške jezikovne zgradbe in njenem vplivu na duhovni razvoj človeškega rodu, ki velja za eno temeljnih jezikoslovnih del, odmevalo pa je tudi v filozofiji in kulturnih študijah. Kot jezikoslovec je zaslužen, da so prvi evropski jezikoslovci prepoznali jezik kot pravilo, urejen sistem in ne le kot zbirko besed in fraz, ki so seznanjene s pomenom. Ta ideja je ena od temeljnih teorij Noama Chomskyega o jeziku. Noam Chomsky je pogosto navajal Humboldtov opis jezika kot sistema, ki omogoča neskončno uporabo omejenih sredstev. V zadnjem času Humboldta opredeljujejo kot začetnika jezikovne hipoteze  (bolj znana pod imenom Sapir-Whorfova hipoteza), ki sta jo stoletje kasneje opredelila Edward Sapir in Benjamin Whorf, vendar je bila Humboldtova definicija zaradi njegovega razlikovanja med jeziki manj toga.